# Chewal Muquenal
Chewal Muquenal är en ort i Mexiko.   Den ligger i kommunen Chilón och delstaten Chiapas, i den sydöstra delen av landet, 800 km öster om huvudstaden Mexico City. Chewal Muquenal ligger 1 179 meter över havet och antalet invånare är 162.
Terrängen runt Chewal Muquenal är kuperad. Runt Chewal Muquenal är det glesbefolkat, med 16 invånare per kvadratkilometer. Närmaste större samhälle är Yajalón, 16,1 km norr om Chewal Muquenal. I omgivningarna runt Chewal Muquenal växer i huvudsak städsegrön lövskog.